# 1961 год в науке
В 1961 году были различные научные и технологические события, некоторые из которых представлены ниже. 1961 год был объявлен Организацией Объединённых Наций Международным годом здравоохранения и медицинских исследований.

## События

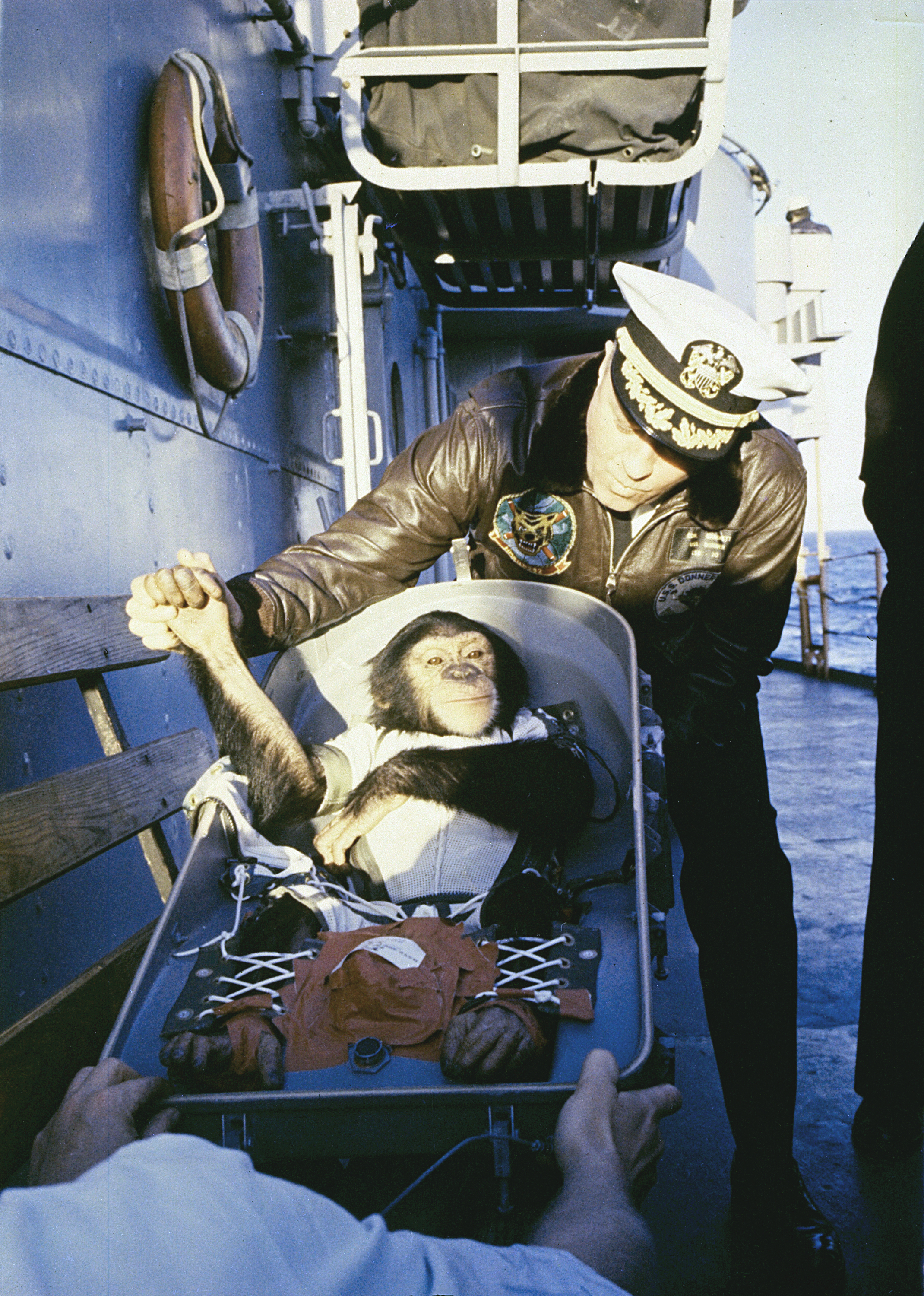
Хэм после приводнения

- 31 января — в космос был запущен шимпанзе Хэм во время тестирования программы Меркурий.
- 15 февраля — полное солнечное затмение (максимальная фаза 1,036)[2].
- 2 марта — частное лунное затмение в экваториальной зоне Земли (фаза 0,79)[3].
- 12 апреля — Юрий Гагарин стал первым человеком в космосе.
- 5 мая — суборбитальный космический полёт Алана Шепарда (США) — Программа «Меркурий».
- 19 мая — программа Венера: станция Венера-1 прошла на расстоянии, приблизительно, 100 000 км от планеты Венера.
- 11 августа — кольцеобразное солнечное затмение (максимальная фаза 0,9375)[4].
- 22 августа — Международный астрономический союз официально утверждает названия деталей обратной стороны Луны, сфотографированных АМС «Луна-3»[5].
- 26 августа — частное лунное затмение в южном полушарии (фаза 0,98)[3].
- 30 октября — взорвана самая крупная когда-либо взорванная водородная бомба (советская 58-мегатонная «царь-бомба») на полигоне архипелага Новая Земля.
- 12 декабря — в США запущен на орбиту первый в мире радиолюбительский спутник OSCAR-1.

## Открытия
- 14 февраля — Хронология открытия химических элементов: синтезирован 103-й химический элемент Лоуренсий.
- 26 апреля — Открытие космического γ-излучения (США).
- Расшифровка структуры генетического кода (М. У. Ниренберг, Х. Г. Корана, Р. У. Холли, С. Очоа).
- Впервые описан минерал гагаринит.

## Награды
- Нобелевская премия
  - Физика — Роберт Хофштадтер «За основополагающие исследования по рассеянию электронов на атомных ядрах и связанных с ними открытий в области структуры нуклонов»; Рудольф Людвиг Мёссбауэр «За исследования резонансного поглощения гамма-излучения и открытие в связи с этим эффекта, носящего его имя».
  - Химия
  - Медицина и физиология
- Премия Бальцана
  - Человечество, мир и братство между народами: Нобелевский комитет (Швеция)
- Премия имени В. Г. Белинского[6]
  - Юлиан Григорьевич Оксман, литературовед, старший научный сотрудник ИМЛИ АН СССР — за книгу «Летопись жизни и творчества В. Г. Белинского».

## Скончались
- 4 января — Эрвин Шрёдингер (род. 1887), физик;
- 6 апреля — Жюль Борде бельгийский иммунолог и бактериолог;
- 6 июня — Карл Густав Юнг (нем. Carl Gustav Jung), швейцарский психиатр, психолог, философ, основатель аналитической психологии (р. 1875).